# Steve Gray (Musiker)
Steve Gray (* 18. April 1944 in Middlesbrough; † 20. September 2008) war ein britischer Jazzmusiker (Piano, Orgel, Komposition, Arrangement, Dirigat).

## Leben und Wirken
Gray begann im Alter von 10 Jahren autodidaktisch mit dem Klavierspiel. Er trat dem Middlesbrough Junior Orchestra unter Leitung von Ron Aspery bei, wo er zunächst Fagott spielte, später aber zum Saxophon wechselte. Schließlich wurde er Pianist im Middlesbrough Empire, zog Anfang der 1960er Jahre nach London und schloss sich dem Quartett von Phil Seamen an. Er arbeitete dann in den Bands von Eric Delaney, Johnny Howard und Mike Cotton. 1969 nahm er mit einem Studioorchester unter eigenem Namen Easy-Listening-Musik auf. Zwischen 1973 und 1976 leitete er sein eigenes Quintett Wally Asp bzw. Wasp zu dem der ehemaligen Shadows-Schlagzeuger Brian Bennett und der Saxophonist und Komponist Duncan Lamont gehörten, mit dem Aufnahmen für das Label KPM entstanden.
Daneben arbeitete Gray als Studiomusiker für Barney Kessel, Al Stewart, die King’s Singers, Quincy Jones, Henry Mancini, Olivia Newton-John, Don Lusher, Michel Legrand, Lalo Schifrin, Peggy Lee, Sammy Davis Jr und John Barry. Seit 1980 nahm er mit einer eigenen Formation Produktionsmusik für Labels wie Amphonic und Bruton (The Good Life: Bruton Music) auf, die er auch komponierte. Sein Song Great Ovation bzw. dessen Eröffnungsfanfare wurde in den 1980er Jahren für die Walt Disney Home Videos verwendet.
Gray schloss sich 1981 John Williams’ Fusionband Sky an, wo er Francis Monkman an den Keyboards ersetzte; obwohl er öffentliche Auftritte verabscheute, blieb er in dieser Gruppe bis zu deren letzten Live-Konzerten 1995. Daneben veröffentlichte er mit seinem Orchester Alben mit Adaptionen von Beatlessongs und Filmmusik. 
Gray war zudem Komponist von zwei Opern und Konzertwerken. Er schrieb für John Williams und das London Symphony Orchestra ein Gitarrenkonzert (1988), ein Klavierkonzert für den Pianisten Martial Solal und im Auftrag des NDR ein Requiem für Jazz-Bigband und Chor, das 2005 uraufgeführt wurde und als Album erschien. Er lieferte auch eine vollständige Orchestrierung der Werke von Brian Eno (in Zusammenarbeit mit diesem) und arrangierte für Norma Winstone (Manhattan in the Rain). Ab 1991 arbeitete er eng mit der NDR-Bigband in Hamburg zusammen und arrangierte etwa die Programme dieser Band mit Joao Bosco, Al Jarreau, Abdullah Ibrahim und Peter Fessler (I Concentrate On You), aber arrangierte und dirigierte auch das Album NDR Bigband Plays Piazzolla (2007). Das WDR Rundfunkorchester Köln veröffentlichte 2014 posthum die CD Europhonia mit Aufnahmen von Grays Musik aus dem Jahr 2003, die für diese Formation geschrieben wurde; Gray war der Dirigent und musikalische Leiter dieser Veröffentlichung. Ab 1998 war er als Gastprofessor für Komposition und Arrangement am Jazzinstitut der Berliner Hochschule für Musik Hanns Eisler tätig, wo er auch die Alben Update und You’re Everything für das Berlin Jazz Orchestra komponierte und instrumentierte. Weiterhin schrieb er Filmmusikstücke, die in Spielfilmen wie Die Hochzeits-Crasher (2005), Black Dynamite (2009) und Green Book (2018) eingesetzt wurden.